# Jean Desprez (journaliste)
Jean Desprez (de son vrai nom Laurette Larocque), née à Hull le 1er septembre 1906 et morte à Montréal le 27 janvier 1965, est une comédienne, journaliste, écrivaine et rédactrice de feuilletons radiophoniques et de téléromans.

## Biographie
Originaire de la ville de Hull (aujourd'hui Gatineau), elle subit dans sa jeunesse l'influence de ses parents et se passionne pour le théâtre. 
De 1930 à 1933, elle séjourne à Paris où elle étudie le théâtre avec Andrée Bauer-Thérond. Elle s'inscrit également à la Sorbonne et elle se spécialise en linguistique et littérature. 
De retour au Québec, elle fonde avec Henri Letondal l'École du spectacle à Montréal. 
En 1938, elle délaisse l'enseignement et collabore à plusieurs journaux, notamment Radiomonde, dont elle est l'une des principales critiques dramatiques. À la même époque, elle commence une carrière de comédienne et interprète à la radio et au théâtre plusieurs rôles importants. 
Mais c'est à la rédaction de feuilletons radiophoniques que Jean Desprez fera sa marque. Ses feuilletons les plus célèbres furent Jeunesse dorée  (1940-1965) et Yvan l'intrépide (1945-1954) qui connurent une longévité exceptionnelle. Elle écrivit aussi quelques textes pour la télévision.
Féministe engagée, elle a milité avec le groupe de Thérèse Casgrain pour la reconnaissance des droits de la femme.
Elle meurt subitement à Montréal le 27 janvier 1965 d'une crise cardiaque. Au moment de sa mort, elle tenait diverses chroniques dans les journaux Métro-Express, Télé-Radiomonde et le journal montréalais La Patrie, écrivait encore les épisodes quotidiens de son feuilleton radiophonique Jeunesse dorée et animait, à CKLM, une tribune téléphonique.
Elle était mariée avec le comédien québécois Jacques Auger. Leur fille, Jacqueline Laurent, est également actrice.

## Scénariste (cinéma et télévision)
- 1945 : Le Père Chopin
- 1955 - 1956 : Je me souviens (TV)
- 1957 - 1958 : Radisson (TV)
- 1959 - 1963 : Joie de vivre (TV)

## Honneurs
- En décembre 1964, elle est nommée femme de l'année par la station CKLM.
- La Salle Jean-Desprez honore sa mémoire à Gatineau et dans l'édifice de Radio-Canada à Montréal (Québec).

## Source
- Renée Legris, Dictionnaire des auteurs du radio-feuilleton québécois, Fides, 1981.
- « Jean Desprez » (présentation), sur l'Internet Movie Database